# Црква Светог архангела Михаила у Џигољу
Црква Светог архангела Михаила у Џигољу, насељеном месту на територији града Прокупља, припада Епархији нишкој Српске православне цркве. Освећена је 1938. и посвећена је Светом архангелу Михаилу.
Црква се налази на брежуљку поред села Џигољ. Храм је дугачак 17m, а широк 11m. Црква има и осмоугаоно кубе високо 14m, а на западној страни је звоник висок 1Зm.
Црква је освећена 16. октобра 19З8. године, од стране епископа нишког др Јована Илића. Црквена порта простире се на око 2ha.